# Hyundai Mobis
La Hyundai Mobis (abbreviazione di Mobile and System) è un'azienda pubblica sudcoreana di ricambi per veicoli.
Fondata come Hyundai Precision & Industries Corporation (in coreano: 현대 정공/現代 精工) nel 1977, la società costituisce il ramo "parti e servizi" per le case automobilistiche sudcoreane Hyundai Motor Company, Genesis Motors e Kia Motors. Nel 2014 è stato "il sesto fornitore automobilistico al mondo". L'azienda è quotata alla borsa di Corea.